# Cerianthus vogti
Espèce
Cerianthus vogti est une espèce de la famille des Cerianthidae.

## Systématique
Le nom valide complet (avec auteur) de ce taxon est Cerianthus vogti Danielssen, 1890.
Cerianthus vogti a pour synonymes :
- Cerianthus abyssorum Danielssen, 1890
- Cerianthus vogtii Danielssen, 1890

## Publication originale
- Danielssen D.C. (1890). Actinida. In: Den Norske Nordhavs-Expedition 1876–1878. Zoologi. Grøndahl & Søns, Christiania.